# 2000 WW12
2000 WW12, também escrito como 2000 WW12, é um corpo celeste que é classificado pelo Deep Ecliptic Survey como um centauro. Ele possui uma magnitude absoluta (H) de 7,6 e, tem um diâmetro estimado de cerca de 133 km.

## Descoberta
2000 WW12 foi descoberto no dia 24 de novembro de 2000 pelos astrônomos B. Gladman e J.-M. Petit.

## Órbita
A órbita de 2000 WW12 tem uma excentricidade de 0,423 e possui um semieixo maior de 53,554 UA. O seu periélio leva o mesmo a uma distância de 30,896 UA em relação ao Sol e seu afélio a 76,213 UA.